# Viktor Rashchupkin
Viktor Ivanovich Rashchupkin (Kamensk-Uralsky, 10 de outubro de 1950) é um ex-atleta e campeão olímpico soviético, especializado no lançamento de disco. Foi medalha de ouro em Moscou 1980 nesta modalidade, com um lançamento de 66,64 metros.